# Comté de Judith Basin
Le comté de Judith Basin est l’un des 56 comtés de l’État du Montana, aux États-Unis. Il porte le nom de la rivière Judith. Son siège et la plus grande ville est Stanford.

## Géolocalisation
|                  | Comté de Chouteau                   |                 |
| Comté de Cascade | Comté de Judith Basin               | Comté de Fergus |
|                  | Comté de Wheatland Comté de Meagher |                 |

## Principales villes
- Hobson
- Stanford
- Utica
- Geyser
- Windham